# 3-й іноземний піхотний полк (Франція)
3-й іноземний піхотний полк (фр. 3е Régiment Étranger d'Infanterie, 3e REI) — піхотний полк Французького іноземного легіону, складова Угруповання ЗС Франції у Французькій Гвіані. Підпорядковується напряму командуванню наземних операцій Сухопутних військ, серед основних задач — забезпечення територіальної недоторканності департаменту, охорона Гвіанського космічного центру і патрулювання амазонських джунглів, у тому числі протидія незаконному видобутку золота.

## Історія
Маршовий полк Іноземного легіону (фр. Régiment de Marche de la Légion Étrangère, RMLE) був створений під час Першої світової для підсилення Західного фронту.
У 1921—1934 роках дислокувався у Французькому Марокко, де проводив так звану «пацифікацію» колонії.
Після початку Другої світової полк підтримав режим Віші і бився проти сил антигітлерівської коаліції, допоки під час операції «Смолоскип» не отримав від Франсуа Дарлана наказ припинити спротив. Полк був переформатований і кинутий у бій проти Африканського корпусу; невдовзі після капітуляції останнього 3-й полк і низку інших підрозділів Легіону розформували і з їхнього особового складу набрали мотопіхотний полк, щоб воювати проти країн Осі та звільняти Францію.
3-й іноземний полк пройшов усю Першу індокитайську війну, зазнав у ній значних втрат і 1954 року був переведений до Північної Африки. Після бойових дій у Марокко та Тунісі частину полку у 1962 році передали на посилення окремого загону Легіону на Мадагаскар: цей загін став новим 3-м полком, при ньому було створено навчальний центр зі спеціалізацією на бойових діях у джунглях і морському десантуванні. Базується в Куру з 1973 року.